# 성 윤리
성 윤리는 윤리 또는 도덕 또는 다른 방식으로 성행위를 고려하는 철학의 한 분야이다. 성 윤리는 사회적, 문화적, 철학적 관점에서 대인 관계와 성행위를 이해, 평가 및 비판하는 것을 추구한다. 어떤 사람들은 성 정체성, 성적 지향, 동의, 성적 관계, 출산과 같은 인간의 섹슈얼리티 측면을 성적 윤리 문제를 일으키는 것으로 간주한다.
역사적으로 성적으로 윤리적인 것으로 간주되는 것에 대한 일반적인 개념은 철학 및 종교적 가르침과 연결되었다. 보다 최근에 페미니스트 운동은 성행위에서 개인의 선택과 동의를 강조했다.

## 용어 및 철학적 맥락
적용 윤리에 대한 다양한 접근 방식은 고유한 도덕성에 대해 서로 다른 관점을 유지한다. 예를 들면 다음과 같다.
- 도덕적 허무주의는 본질적으로 옳고 그름은 없으며 모든 가치 판단은 인간의 구성물이거나 무의미하다는 메타 윤리적 견해이다.
- 도덕적 상대주의는 도덕적 판단이 주관적이라는 메타윤리적 관점이다. 어떤 경우에는 이것은 단지 설명적이며 다른 경우에는 이 접근 방식이 규범적이다. 도덕성은 각 문화의 신념과 관행의 맥락에서 판단되어야 한다는 생각이다.
- 도덕적 보편주의는 도덕적 판단이 객관적으로 참 또는 거짓이며 모든 사람이 동일한 규범 윤리에 따라 행동해야 한다는 메타 윤리적 견해이다.[2]

성 규범 이 법으로 시행되어야 하는지, 사회적 승인을 받아야 하는지, 아니면 변경되어야 하는지와 같은 인간의 섹슈얼리티와 관련하여 많은 실제적인 질문이 발생한다. 이러한 질문에 대한 답변은 때때로 사회 자유주의에서 사회 보수주의에 이르는 규모로 고려될 수 있다. 윤리 체계나 도덕 체계가 인간의 행복과 번영을 가장 잘 촉진하는지에 대해 상당한 논란이 계속되고 있다.

## 관점과 역사적 발전

### 종교
많은 문화권에서는 윤리와 도덕이 종교 및 철학과 얽혀 있다고 생각한다. 종교적 또는 철학적 관점에서 비윤리적인 것으로 간주되는 일부 행위에는 간통, 피임, 동성애, 자위, 난잡함, 다양한 성 애착 및 성매매가 포함된다.
성 토마스 아퀴나스와 성 아우구스티누스는 기독교 윤리를 연마하는 데 핵심적인 인물이었다. 아우구스티누스는 정절, 자손, 성례전을 성적 도덕의 선으로 강조했다. 토마스 아퀴나스는 이것이 결혼의 세 가지 목적(텔로스)으로 이해되어야 한다고 제안하는 사상을 발전시켰고, 출산을 일차 목적으로 하여 중요한 순서대로 순위를 매겼다.

### 칸트
칸트는 성은 이성애, 평생, 일부일처 결혼의 맥락에서만 도덕적으로 허용되는 것으로 간주하는 반면, 이러한 맥락 밖에서 수행되는 모든 성행위는 도덕적으로 잘못된 것으로 간주된다. 이것은 칸트의 성적 욕망에 관한 정언 명령에 대한 해석 때문이다. 그는 섹스를 정언 명령을 만족시킬 수 없는 유일한 성향으로 간주한다. 사실 성욕은 그 본성상 객관화되고 다른 사람을 사물 취급하는 데 적합하다.

## 인권으로서의 성적 권리
인권과 국제법의 관점에서 동의는 성윤리의 핵심 쟁점이 되었다. 그럼에도 불구하고 역사적으로 반드시 그렇지는 않았다. 역사를 통틀어 간통, 간음, 인종 간 또는 종교 간 섹스, '남색'( 소도미법 참조)과 같은 합의에 의한 성행위의 전체 범위는 금지되었다. 동시에 노예, 매춘부, 전쟁의 적, 특히 배우자에 대한 강간과 같은 다양한 강제 성행위는 불법이 아니다. 부부강간을 범죄화하는 것은 지난 수십 년 동안 발생한 매우 최근의 일이며 여전히 전 세계 여러 곳에서 합법화되고 있다. 이는 일부 사람들이 그 행위를 강간으로 본질적으로 보지 않기 때문이다. 영국에서는 최근 1992년에 부부 강간이 불법이 되었다. 서구 이외의 많은 국가에서 동의가 여전히 핵심이 아니며 일부 합의에 의한 성행위는 금지되어 있다. 예를 들어, 간통과 동성애 행위는 많은 국가에서 여전히 불법이다.
많은 현대 윤리 체계는 모든 참여자가 동의하는 경우에만 성행위가 도덕적으로 허용된다고 주장한다. 성윤리는 또한 개인이 동의할 수 있는지 여부와 그들이 적절하게 동의할 수 있는 행위의 종류를 고려한다. 서방 국가에서는 "사전동의 "라는 법적 개념이 이 문제에 대한 공개 기준을 설정하는 경우가 많다. 어린이, 정신 장애자, 정신 질환자, 동물, 수감자 및 알코올과 같은 약물의 영향을 받는 사람은 특정 상황에서 사전 동의를 제공할 능력이 없는 것으로 간주될 수 있다.
성 윤리와 도덕의 주요 중재자가 되는 동의의 개념은 페미니스트와 종교 철학 모두로부터 비판을 받아왔다. 종교적 비판은 도덕성을 결정하기 위해 동의에만 의존하는 것은 다른 본질적인 도덕적 요인을 무시한다고 주장하는 반면, 페미니스트 비판은 동의가 너무 광범위하고 불균형한 권력 역학을 항상 설명하지 않는다고 주장한다.
페미니스트 입장은 성에 관한 여성의 선택의 자유가 가족, 지역 사회, 국가 및 교회보다 우선한다는 것이다. 역사적, 문화적 맥락에 따라 섹슈얼리티에 대한 페미니스트의 관점 은 매우 다양하다. 미디어에서의 성적 표현, 성 산업 및 성적 동의와 관련된 관련 주제는 모두 페미니스트 이론이 해결하려고 시도하는 질문이다. 페미니즘적 태도의 차이로 인한 논쟁은 1970년대 후반과 1980년대에 절정에 달했다. 결과적인 담론적 이원론은 가부장적 구조가 특정 조건 하에서 동의를 불가능하게 한다고 믿는 페미니스트들과 대조되는 반면, 섹스 포지티브 페미니스트들은 여성의 의미를 재정의하고 통제권을 되찾으려 했다. 성 윤리에 대한 질문은 페미니스트 이론과 관련이 있다.
동의 연령도 성 윤리의 핵심 문제이다. 미성년자가 오락을 위한 성관계를 허용해야 하는지 아니면 섹스팅과 같은 성행위를 하는 것이 허용되어야 하는지에 대한 논란의 여지가 있는 문제이다. 미성년자가 의미 있는 성관계에 동의할 수 있는지 여부와 성인과의 성관계에 의미 있는 동의가 가능한지 여부가 쟁점이다. 세계의 많은 곳에서 사람들은 정해진 연령에 도달할 때까지 법적으로 성관계를 가질 수 없다. 동의 연령은 평균 16세 전후이다. 일부 지역에는 '로미오와 줄리엣'법이 있는데, 이는 특정 연령대의 십대 관계에 틀을 두지만 특정 연령 이상 또는 이하의 성적 접촉은 허용하지 않다.

## 결혼
모든 문화권에서 합의된 성관계는 결혼 생활에서 허용된다. 일부 문화권에서는 혼외 성관계가 완전히 용납될 수 없는 것은 아니더라도 논쟁의 여지가 있거나 심지어 불법이다. 사우디아라비아, 파키스탄, 아프가니스탄, 이란, 쿠웨이트, 몰디브, 모로코, 오만, 모리타니, 아랍에미리트, 수단, 예멘, 결혼 외의 모든 형태의 성행위는 불법이다.
철학자 미셸 푸코 (Michel Foucault)가 지적했듯이, 그러한 사회는 종종 혼외 성관계가 수행될 수 있는 공간 또는 헤테로토피아를 자신 외부에 만든다. 그의 이론에 따르면, 이것이 매춘 업소, 망명, 선상 또는 감옥에 사는 사람들이 종종 보여주는 비정상적인 성 윤리의 이유였다. 그러한 장소에서 성적 표현은 사회적 통제에서 해방된 반면, 사회 내에서는 성행위를 사회적으로 제재하는 결혼 제도를 통해 섹슈얼리티가 통제되었다. 다양한 유형의 결혼이 존재하지만 결혼을 실천하는 대부분의 문화에서 파트너의 승인 없이 혼외 성관계는 종종 비윤리적인 것으로 간주된다. 결혼이라는 범주에 속하는 여러 복잡한 문제가 있다.
혼인의 구성원 중 한 사람이 배우자의 동의 없이 다른 사람과 성교를 하는 경우 불륜으로 간주될 수 있다. 일부 문화권에서는 배우자가 동의하는 경우 이 행위가 윤리적인 것으로 간주될 수 있으며, 파트너가 결혼하지 않은 한 허용될 수 있는 반면 다른 문화권에서는 동의 여부에 관계없이 혼외 성관계를 비윤리적인 것으로 간주할 수 있다.
더욱이, 결혼 제도는 인생의 어느 시점에서 결혼하기로 선택할 수 있는 사람들이 결혼할 수도 있고 결혼하지 않을 수도 있는 파트너와 성행위를 하는 혼전 성 문제를 제기한다. 다양한 문화는 그러한 행동의 윤리에 대해 서로 다른 태도를 가지고 있으며, 일부는 그것을 비난하고 다른 일부는 그것을 정상적이고 용인할 수 있다고 본다.
혼전 성관계를 부도덕하거나 심지어는 죄로 여기고 음행과 같은 행동을 지칭하는 사람, 그룹 및 문화가 있다. 최근 수십 년 동안 혼전 성관계는 특히 서구 문화 내에서 사회적으로나 도덕적으로 덜 불쾌한 것으로 간주되었다.
유사하게, 그러나 아마도 결혼하지 않은 사람들에 의한 섹스보다 더 많은 것으로, 혼외 섹스는 일부 사람들에 의해 부도덕하거나 죄로 간주될 수 있으며 간통, 불륜 또는 "속임수"로 불릴 수 있지만 일부 문화, 그룹 또는 개인은 혼외 섹스를 허용 가능한 것으로 간주한다.
일부일처제, 특히 기독교 사회에서 널리 규범으로 간주되며 복혼은 더 이상 사용되지 않다. 오늘날, 특히 서구 문화에서 폴리아모리 또는 공개 결혼의 관행은 윤리적 또는 도덕적 문제를 제기한다.

## 개인과 사회
대부분의 사회는 권력을 가진 사람이 부하 직원과 성행위를 하는 것을 승인하지 않다. 이것은 종종 단순히 신뢰 위반으로 비윤리적인 것으로 간주된다. 직장 내 권력자의 지위를 이용하여 성희롱을 당하는 경우, 부하직원이 후유증을 두려워하여 성접대에 적절한 동의를 하지 못할 수 있기 때문에 성희롱에 해당할 수 있다.
자녀-부모 근친상간은 자녀가 동의할 수 없는 것 외에도 신뢰와 권력의 남용으로 간주된다. 성인 간의 근친상간은 이러한 동의 부족과 관련이 없을 수 있으므로 대부분의 관찰자들에게는 덜 명확한다. 많은 전문 조직에는 회원과 고객 간의 성적인 관계를 금지하는 규칙이 있다. 많은 국가의 예에는 정신과 의사, 심리학자, 치료사, 의사 및 변호사가 포함된다. 또한, 성직자, 설교자, 교사, 종교 상담가 및 코치에 의한 이러한 종류의 권력 남용에 대한 법률이 존재한다.
법적 및 사회적 복장 규정은 종종 섹슈얼리티와 관련이 있다. 미국에는 누드에 대한 많은 규칙이 있다. 대중이 볼 수 있다면 개인은 자신의 소유물에서도 알몸이 될 수 없다. 이러한 법률은 종종 표현의 자유에 관한 헌법 위반으로 간주된다. 누드가 적절한지 판단할 때는 상식이 필요하다고 한다. 그럼에도 불구하고 하와이, 텍사스, 뉴욕, 메인, 오하이오에서는 남성이 셔츠를 벗을 수 있는 모든 지역에서 모든 여성이 상의를 벗는 것을 허용한다. 캘리포니아에서 나체로 하이킹을 하는 것은 불법이 아니지만 눈살을 찌푸리게 한다. 또한 주립 공원에서는 개인 시민이 불평하지 않는 한 누드로 일광욕을 하는 것이 합법이며 개인이 준수하지 않을 경우 강제로 건물에서 퇴거시켜야 한다. 공공 장소에서 모유 수유를 하는 것은 잘못된 것으로 간주되며 어머니는 담요로 몸을 덮거나 화장실에 가서 신생아에게 모유 수유를 하도록 권장된다. 일리노이와 미주리의 두 곳을 제외하고 공공 장소에서 모유 수유를 금지하는 실제 법률은 없다.

## 성 노동
전 세계적으로 다양한 성행위가 돈이나 기타 상품과 거래된다. 성노동에 대한 윤리적 입장은 거래되는 성행위의 유형과 거래 조건에 따라 달라질 수 있다. 예를 들어 인신매매된 성노동자의 상황에서 자율성 폐지에 대한 추가적인 윤리적 우려가 있다.
성 노동은 페미니즘 내에서 특수한 분열 문제였다. 일부 페미니스트들은 성노동을 가부장제에 의한 성노동자에 대한 사회적 억압의 예로 간주할 수 있다. 이 입장의 바탕이 되는 윤리적 주장은 성노동자의 명백한 동의에도 불구하고 성노동에 대한 선택이 경제적, 가족적 또는 사회적 압력 때문에 자율적인 선택이 아닌 경우가 많다는 것이다. 성 노동은 또한 여성을 대상화하는 것으로 볼 수 있다. Wendy McElroy와 같은 다른 페미니스트들의 반대되는 견해는 성 노동이 여성에게 권한을 부여하는 수단이라는 것이다. 여기서 주장은 성노동에서 여성이 남성에 대한 심리적, 재정적 권력을 추출할 수 있다는 것인데, 이는 권력 불균형의 정당한 교정이다. 가부장적 사회에 내재되어 있다. 일부 페미니스트들은 성 노동을 단순히 도덕적으로 좋지도 나쁘지도 않은 노동의 한 형태로 간주하지만 다른 노동 형태와 동일한 어려움을 겪다.
성노동이 비윤리적인 것으로 받아들여지면 윤리적 또는 법적 위반에 대한 책임이 있는 계약 당사자에 대한 분쟁이 있다. 전통적으로 많은 사회에서 죄책감에 대한 법적, 윤리적 책임은 주로 소비자보다는 성노동자에게 전가되었다. 최근 수십 년 동안 스웨덴, 노르웨이, 아이슬란드와 같은 일부 국가에서는 성 서비스 구매를 불법화하고 판매는 불법화하기 위해 법률을 개정하였다.

## 같이 보기
- 자유연애주의
- 성희롱
- 성적 대상화
- 성혁명
- 스와핑 (성교)